# Route nationale 971 (Belgique)
 (avril 2020).
Si vous disposez d'ouvrages ou d'articles de référence ou si vous connaissez des sites web de qualité traitant du thème abordé ici, merci de compléter l'article en donnant les références utiles à sa vérifiabilité et en les liant à la section « Notes et références ».
Pour les articles homonymes, voir Route 971.
La route nationale 971 est une route nationale de Belgique de 14,7 kilomètres qui relie Denée à Anhée via Sosoye et Warnant.

## Description du tracé

### Communes sur le parcours
- Région wallonne
  -  Province de Namur
    - Denée
    - Sosoye
    - Warnant
    - Anhée